# Karl Rothmeier
Karl Rothmeier (* 13. Juni 1877 in Forsthart; † 16. August 1926) war ein Politiker der Bayerischen Volkspartei (BVP).

## Leben
Karl Rothmeier veröffentlichte 1918, für den, 1883 aus einem Zusammenschluss des Telegraphenbeamtenvereins und des Vereins Verkehrsbeamter München entstandenen, Bayerischen Verkehrs-Beamten-Verein. Am 26. April 1919 warb Eisenbahnsekretär Karl Rothmeier im Auftrag des Gesamtstaatsministeriums auf einer Veranstaltung für Beamte, Geistliche und Lehrer in Bayreuth für die Rekrutierung von Freikorps.
1920 gründete er in der BVP die Arbeitsgemeinschaft Beamtenvereinigung, welche neben den Vertretern der Landwirte das rechte Spektrum der Partei repräsentierte. Er war Vorsitzender des Landesverbandes Bayern im Reichsverband deutscher Konsumvereine und Mitglied des Vorläufigen Reichswirtschaftsrats. Er war von 1919 bis zu seinem Ableben für die BVP, während ersten drei Legislaturperioden Mitglied des Bayerischen Landtages. Er war bis 1921 Bahnverwalter in München anschließend wurde er zum Eisenbahninspektor befördert.
Im Herbst 1923 beendete Gustav Stresemann den passiven Widerstand gegen die Ruhrbesetzung.
In der Folge erklärte die bayerische Staatsregierung unter Eugen von Knilling den Ausnahmezustand und ernannte Gustav von Kahr zum Generalstaatskommissar mit diktatorischen Vollmachten für Bayern. Am Morgen des 9. November 1923 versammelten sich Rothmeier, Fritz Schäffer, Karl Friedrich Speck, Wilhelm Krausneck, Heinrich Oswald, Wilhelm von Meinel, Eduard Hamm unter dem Vorsitz von Franz Matt im Haus des Katholischen Frauenbundes Theresienstraße 25 und gaben „einen Aufruf gegen den Hitler-Ludendorff-Putsch, der die gesamte Beamtenschaft, Polizei und Reichswehr aufforderte, ihrer verfassungsmäßigen Regierung treu zu bleiben und den Revolutionären den Dienst zu verweigern“, heraus. Am Abend desselben Tages riefen Rothmeier mit Schäffer in einer Fraktionssitzung der BVP dazu auf, jetzt ohne Bedenken und rückhaltlos Gustav von Kahr zu vertrauen.
Karl Rothmeier wurde 1925 zum Eisenbahnoberinspektor befördert.

## Veröffentlichungen
- Die Bilanz der Verreichlichung der bayer. Verkehrsbetriebe G. J. Manz, 1923 - 31 S.
- Staats- u. wirtschaftspolitische Schriften, (hrsg. v. Dr. Anton Pfeiffer u. Karl Rothmeier.) München, Verlag der politischen Zeitfragen Dr. Franz A. Pfeiffer, 1920. 8.